# Kara (fleuve)
Pour les articles homonymes, voir Kara.
La Kara, en russe : Кара, est un fleuve de Russie.

## Géographie
Elle naît dans les monts Oural, coule au nord, puis au nord-ouest le long des frontières des Nenets, de Iamalie et de la République des Komis. Elle se jette dans l'Océan  glacial Arctique, où elle forme la mer de Kara, entre la Nouvelle-Zemble et une presqu'île du gouvernement de Tobolsk. Son cours est de 257 kilomètres.